# Sphingonotus canariensis
Sphingonotus canariensis är en insektsart som beskrevs av Henri Saussure 1884. Sphingonotus canariensis ingår i släktet Sphingonotus och familjen gräshoppor.

## Underarter
Arten delas in i följande underarter:
- S. c. canariensis
- S. c. orientalis